# أماليا جالاراجا
أماليا جالاراجا أزكارونز (ولدت في سان سبستيان، حوالي 1885 - وتوفيت في مدريد، 28 سبتمبر 1971) كانت معلمة إسبانية وناشطة نسوية. وواحدة من مؤسسي نادى ليسيوم مدريد وأمين صندوق اللجنة التنفيذية.
هناك القليل جداً من المعلومات المنشورة عن حياتها، على الرغم من أنه من المعروف أنها كانت صديقة مقربة لكارمن باروجا إي نيسي، لهذا السبب ساعدت أخت زوجها كارمن موني في تمويل الجمعية بناءاً على طلب إرنستو خيمينيز كاباليرو، كتبت قصة مخصصة لزوجها الكاتب والصحفي خوسيه ماريا سالافيريا، نشرت في 15 ديسمبر 1928 في العدد 48 من المجلة الأدبية، بعنوان "الكُتاب الذين رأتهم زوجتهم. خوسيه ماريا سالافيريا".
وفي بداية 1930، شاركت في تأسيس الرابطة النسائية الإسبانية من أجل السلام، وهى نتيجة مؤتمر الجمعيات المؤيدة لعصبة الأمم،والتى دُمجت الرابطة فيها. كونت هذه الرابطة بالأساس مجموعة من النساء السلاميات، وكان معظمهن أيضاً أعضاء في نادى الليسيوم مثل أماليا غالاراغا.
أنجبت عبر زواجها من سالافيريا ابنتين: مارجريتا (أول دبلوماسية محترفة في إسبانيا، ولدت في بوينس آيريس عام 1911 و توفت في مدريد 2000) وكارمن.
توفت أماليا في مدريد في 28 سبتمبر 1971 عن عمر يناهز 86، على الرغم من أنها عاشت في سان سيباستيان، مسقط رأسها منذ أن أصبحت أرملة ودفنت في مقبرة بولو، حيث يرقد زوجها أيضاً.
تمت الترجمة من الإسبانية للعربية بواسطة جانا محمد الحجولي